# Yuri Glazkov
Yuri Glazkov (Moscou, 2 de outubro de 1939 — Moscou, 9 de dezembro de 2008), foi um cosmonauta soviético.
Ele foi selecionado como cosmonauta em 23 de Outubro de 1965, voou como engenheiro de voo na Soyuz 24 e se aposentou em 26 de Janeiro de 1982.